# Aseka
Koordinaten: 31° 42′ N, 34° 56′ O
Aseka (hebräisch עֲזֵקָה ʿAseqah, Septuaginta Αζηκα – der Name bedeutet Höhle) ist eine Stadt in Juda. Sie liegt in der Schefela, dem hügeligen Mittelland zwischen Judäischem Bergland und der Küstenebene am Mittelmeer.

## Biblischer Befund
Aseka wird in der Hebräischen Bibel sieben Mal erwähnt. In Jos 10,10  wird die Stadt als Kriegsschauplatz bei der Landnahme der Israeliten erwähnt. Entsprechend findet sich Aseka auch in der Liste der eingenommenen Städte in Jos 15,35 . Ebenfalls in 1 Sam 17,1  ist Aseka Kriegsschauplatz. In Jer 34,7  wird von der Stadt berichtet, dass sie dem Ansturm des Königs von Babylon standhalten konnte.
Neh 11,30  führt Aseka neben anderen Orten als besiedeltes Gebiet in nachexilischer Zeit auf.
Die Gründung der Stadt in 2 Chr 11,9  wird auf König Rehabeam von Juda zurückgeführt. Die Notiz stammt aber vermutlich erst aus dem 7. Jahrhundert.

## Archäologische Erschließung
Aseka wird heute mit der Grabungsstätte Tell Zakarīye identifiziert. Zu Beginn des 19. Jahrhunderts begannen Frederick J. Bliss und R. A. Stewart Macalister mit den Ausgrabungen am Tell. Sie legten ein glockenförmiges Grab frei, das mit mehreren Kreuzen dekoriert war. In einer größeren Höhle fanden sie christliche Graffiti. Die gefundenen Töpferwaren weisen auf eine Besiedlung in byzantinischer Zeit hin. Aus dieser Zeit stammt auch ein Badehaus, dessen Strukturen allerdings abseits des Tells gefunden wurden. Spätere Siedlungsstrukturen finden sich nicht. Von ihnen wird nur in den Reiseberichten des Felix Fabri erzählt.
Den Namen Tell Zakarīye erhielt der Ort durch die Karte von Madaba, die eine Kirche des Hl. Zacharias dort zeigt, was auch späte Quellen wie Theodosius’ De situ terrae sanctae nahelegen. Vermutlich handelt es sich, ebenfalls nach Theodosius, um eine Station auf dem Pilgerweg von Askalon nach Jerusalem.
Heute sind noch einige Mauern und Höhlen zu sehen.